# Mongolie aux Jeux olympiques d'hiver de 1998
La Mongolie participe aux Jeux olympiques d'hiver de 1998 à Nagano au Japon du 7 février au 22 février 1998. Il s'agit de sa 9e participation à des Jeux olympiques d'hiver. Elle était représentée par trois athlètes.